# Konsulargesetz (Österreich)
Das österreichische Konsulargesetz (abgekürzt KonsG) ist am 23. Mai 2019 in Kraft getreten und regelt die Hilfeleistung der Vertretungs- und Konsularbehörden der Republik Österreich an österreichische und sonstige Staatsbürger eines EU-Mitgliedsstaates in Drittstaaten.
Erstmals wird mit diesem Gesetz der konsularische Schutz in einem eigenen Gesetz normiert. Es wurde am 24. April 2019 mit den Stimmen von ÖVP und FPÖ im Nationalrat beschlossen. Hintergrund war, dass nach einer Anfang des Jahres 2019 geführten Diskussion über mögliche aus dem Nahen Osten zurückkehrende der Terrormiliz Islamischer Staat angehörende österreichische Staatsbürger die Möglichkeit geschaffen werden sollte, diese von der konsularischen Betreuung auszuschließen.

## Inhalt
Das KonsG gliedert sich in vier Abschnitte:
1. Allgemeine Bestimmungen (§§1–9, enthält u. a. eine Regelung zum Anwendungsbereich des Gesetzes, Begriffsbestimmungen, örtliche Zuständigkeit der Vertretungsbehörden, Grundsätze für die Wahrnehmung konsularischer Aufgaben, Umfang der Wahrnehmung konsularischen Schutzes)
2. Behördliches Verfahren der Vertretungsbehörden (§§10–19; enthält v. a. vom AVG abweichende Regelungen des für das behördliche Verfahren)
3. Konsularischer Schutz von nicht vertretenen Unionsbürgern in Drittstaaten (§§20–30, setzt v. a. die Bestimmungen der Richtlinie (EU) 2015/637 um. Diese sieht vor, dass Mitgliedsstaaten nicht vertretenen Unionsbürgerinnen und Unionsbürgern unter denselben Bedingungen konsularischen Schutz gewähren sollen wie ihren eigenen Staatsangehörigen)[2]
4. Schlussbestimmungen (§§31–35)